# Selbstdoppler
Selbstdoppler ist eine Wurftechnik aus dem Wasserball. Während der Spieler sich in der Schwimmbewegung befindet, hebt er den Bal, mit der einen Hand etwa 10 bis 20 cm aus dem Wasser. Er greift dazu mit der flachen Hand unter den von ihm geführten Ball und hebt ihn mit einer schnellen Bewegung an. Nachdem er den Ball kurz angehoben hat, unterbricht er den Kontakt mit dem Ball durch herablassen der Hand. Während sich der Ball in der Luft befindet, schnellt jetzt die andere Hand blitzschnell nach vorne und drückt den Ball mit der angewinkelten flachen Hand in die gewünschte Richtung. Dieser Wurf wird sehr oft zu einem für den Torwart überraschenden Torwurf genutzt.